# 韋爾斯頓 (密蘇里州)
韋爾斯頓（英語：Wellston）是位於美國密蘇里州聖路易斯縣的城市。

## 人口
根據2020年美國人口普查的數據，韋爾斯頓的面積為2.41平方千米，皆為陸地。當地共有人口1537人，而人口密度為每平方千米638人。